# ID
ID — музичний альбом Анни Марії Йопек виданий 11 травня 2007, 12 студійний диск в дискографії цієї артистки. Вже в перших днях продажу отримав статус Золотого диску, а за 3 тижні від прем'єри став Платиновим. Протягом 4 тижнів був на першому місці хіт-параду OLiS.
Диск записаний в студії Пітера Ґебріела Real World режисер звуку Ben Findlay, а остаточний мастерінг відбувався в Abbey Road Studios (де й між іншим, відомий альбом The Beatles Abbey Road).
Хоча альбом підписаний лише ім'ям Анни Марії Йопек але в реальності, це ефект спільної роботи її і її чоловіка, Марціна Кидринського. В період запису альбому (від березня 2006 до березня 2007) померли батьки обох артистів: Станіслав Йопек і Луціян Кидринські, що знайшло відбиток в текстах композицій, і взагалі альбом присвячений обом померлим.

## Список треків
- 1 «Spróbuj mówić kocham» — 5:54
- 2 «Teraz i tu» — 4:47
- 3 «Zrób, co możesz» — 5:55
- 4 «Claude» — 1:22
- 5 «Skłamałabym» — 4:09
- 6 «Soul dealer» — 4:04
- 7 «To, co nienazwane» — 6:21
- 8 «Samej cię nie zostawię» — 4:49
- 9 «Cisza na skronie, na powieki słońce» — 4:00
- 10 «Z wadą serca» — 4:12
- 11 «Niepojęte i ulotne» — 6:13
- 12 «Nagle» — 4:51
- 13 «Pierwszy dzień reszty naszego życia» — 4:08

- 13 червня 2007 р. альбом отримав статус золотого.
- 13 червня 2007 р. альбом став платиновим.